# Kuningan (Kanigoro)
Kuningan is een bestuurslaag in het regentschap Blitar van de provincie Oost-Java, Indonesië. Kuningan telt 3186 inwoners (volkstelling 2010).